# Comté de Marion (Texas)
Pour les articles homonymes, voir Comté de Marion.
Le comté de Marion, en anglais : Marion County, est un comté situé dans le nord-est de l'État du Texas aux États-Unis. Fondé le 8 février 1860, sont siège de comté est la ville de Jefferson. Selon le recensement des États-Unis de 2020, sa population est de 9 725 habitants. Le comté a une superficie de 1 089 km2, dont 987 km2 en surfaces terrestres. Il est nommé en l'honneur de Francis Marion, un général de la guerre d'indépendance américaine.

## Organisation du comté
Le comté est fondé le 8 février 1860, à partir des terres des comtés de Cass et de Titus. Il est définitivement organisé et rendu autonome, le 15 mars 1860.
Le comté est baptisé en référence à Francis Marion, héros de la guerre d'indépendance américaine, surnommé The Swamp Fox, en français : le renard des marais,.

## Comtés adjacents
|                 | Comté de Cass    |                   |
| Comté d'Upshur  | comté de Marion  | Paroisse de Caddo |
| Comté de Morris | Comté d'Harrison |                   |

## Démographie
Lors du recensement de 2010, le comté comptait une population de 10 546 habitants. Elle est estimée, en 2017, à 10 064 habitants.
| Groupes           | Comté de Marion | Texas | États-Unis |
| ----------------- | --------------- | ----- | ---------- |
| Blancs            | 73,5            | 70,4  | 72,4       |
| Afro-Américains   | 22,1            | 11,9  | 12,6       |
| Métis             | 2,1             | 2,5   | 2,7        |
| Autres            | 1,0             | 10,6  | 6,4        |
| Amérindiens       | 0,8             | 0,7   | 0,9        |
| Asiatiques        | 0,5             | 3,8   | 4,8        |
| Total             | 100             | 100   | 100        |
|                   |                 |       |            |
| Latino-Américains | 3,1             | 37,6  | 16,7       |

Pyramide des âges du comté de Marion (Texas) (2000).

Selon l'American Community Survey, pour la période 2011-2015, 96 % de la population âgée de plus de 5 ans déclare parler l’anglais à la maison, alors que 3,54 % déclare parler espagnol et 0,46 % une autre langue.